# КрАЗ-5444
КрАЗ-5444 — сідловий тягач з колісною формулою 4х2, призначений для буксирування напівпричепів по дорогах загальної мережі. Спроектований у рамках програми створення сучасного магістрального тягача для міжнародних перевезень. Перші серійні екземпляри зібрані 10 листопада 1993 року. Модель випущена у кількості 319 од.
КрАЗ-5444 комплектується дизельним V-подібним 8-ми циліндровим двигуном ЯМЗ-238Д відповідного міжнародному стандарту Євро-0 або ж ЯМЗ-238ДЕ2 відповідного стандарту Євро-2. Двигун має робочий об'єм 14,86 л, потужність 243 кВт (330 к.с.).
Зчеплення однодискове, сухе. Коробка передач 8-ступенева механічна. Задній міст одношвидкісний двоступеневий з блокуванням міжколісного диференціалу.
Передня підвіска КрАЗ-5444, на двох гідравлічних амортизаторах, задня підвіска вантажівки ресорна, на двох напівеліптичних поздовжніх ресорах з підресорник.
Гальмівна система роздільна пневматична двох дротова. Робочі гальма з внутрішніми колодками барабанного типу. Гальмо стоянки з пневматичним приводом і використанням механізмів коліс. Допоміжне гальмо, встановлений в системі випуску газів — дросельного типу. Рульовий механізм — механічний оснащений гідравлічним підсилювачем.
КрАЗ-5444 не мав успіху на ринку через зайву вагу, підвищену витрату палива та невдале компонування для роботи у місті та на магістралях.